# Miconia castillensis
Miconia castillensis är en tvåhjärtbladig växtart som beskrevs av John Julius Wurdack. Miconia castillensis ingår i släktet Miconia och familjen Melastomataceae. IUCN kategoriserar arten globalt som sårbar.
Artens utbredningsområde är Ecuador. Inga underarter finns listade i Catalogue of Life.